# سفایر، کوئینزلند
سفایر (به انگلیسی: Sapphire) یک شهرک در استرالیا است که در کوئینزلند واقع شده‌است.